# ペリー上陸記念碑
ペリー上陸記念碑（ペリーじょうりくきねんひ）/ 北米合衆国水師提督伯理上陸紀念碑は、1853年（嘉永6年）のペリー艦隊の来航時、アメリカ大統領からの国書受け渡しの地となった神奈川県横須賀市久里浜に、ペリー上陸を記念して建立され、1901年（明治34年）7月14日に除幕された記念碑である。

## 概要
1853年7月8日（嘉永6年6月3日）、ペリー率いるアメリカ海軍の艦隊が浦賀沖に来航した。ペリーはフィルモア大統領の国書を携えており、日本側を威圧しながら国書受け取りを要請した。ペリーの強圧に屈した幕府は長崎での対応を諦め、浦賀の隣の入江である久里浜でアメリカ大統領の国書を受け取ることになった。1853年7月14日（嘉永6年6月9日）、ペリーは久里浜に上陸して国書を日本側に引き渡した。
ペリーの久里浜上陸後47年を経た1900年（明治33年）10月、かつてペリー艦隊に少尉候補生として乗り込んでいたレスター・ビアズリー（Lester A. Beardslee）退役海軍少将が久里浜を訪れた。47年ぶりに久里浜を訪れたビアズリーは、ペリー来航を記念する事物が全く無いことに落胆した。ビアズリーは米友協会主宰の歓迎会の席などで、ペリー上陸を記念する事物が久里浜に全く無いことを遺憾とする意見を表明した。ビアズリーの意見に感銘した米友協会はさっそくペリー上陸記念碑の建設を決定する。米友協会は久里浜の現地見分や募金の呼びかけなど記念碑の建設に尽力し、碑文の揮毫は伊藤博文に依頼した。
1901年（明治34年）7月14日、日米両海軍の軍艦、そして桂太郎首相ら大勢の来賓を招き、ペリー上陸記念碑の除幕式が盛大に行われた。ペリー上陸記念碑は日米友好のシンボルとしての役割を果たしていたが、1941年（昭和16年）12月8日、日本がアメリカに宣戦して日米は敵国同士となり、やがて戦況が悪化する中で、ペリー上陸記念碑は人々の間に高まってきたアメリカ憎しの感情の格好のターゲットとなった。1944年（昭和19年）には、横須賀市の翼賛壮年団が中心となってペリー上陸記念碑の破壊運動が行われるようになり、1945年（昭和20年）2月8日、ついにペリー上陸記念碑は倒される。
しかし同年8月15日には終戦となり、11月には碑の再建工事が行われた。1947年（昭和22年）7月14日、ペリー上陸記念碑前でペリー上陸95周年記念式典が行われ、これを機に毎年7月半ばには久里浜ペリー祭りが行われるようになった。1953年（昭和28年）にはペリー来航100周年が盛大に祝われ、その後記念碑周辺の公園化、ペリー記念館の建設がなされ、記念碑は再び日米友好のシンボルとしての役割を果たすようになった。

## 国書受け渡しの地となった久里浜

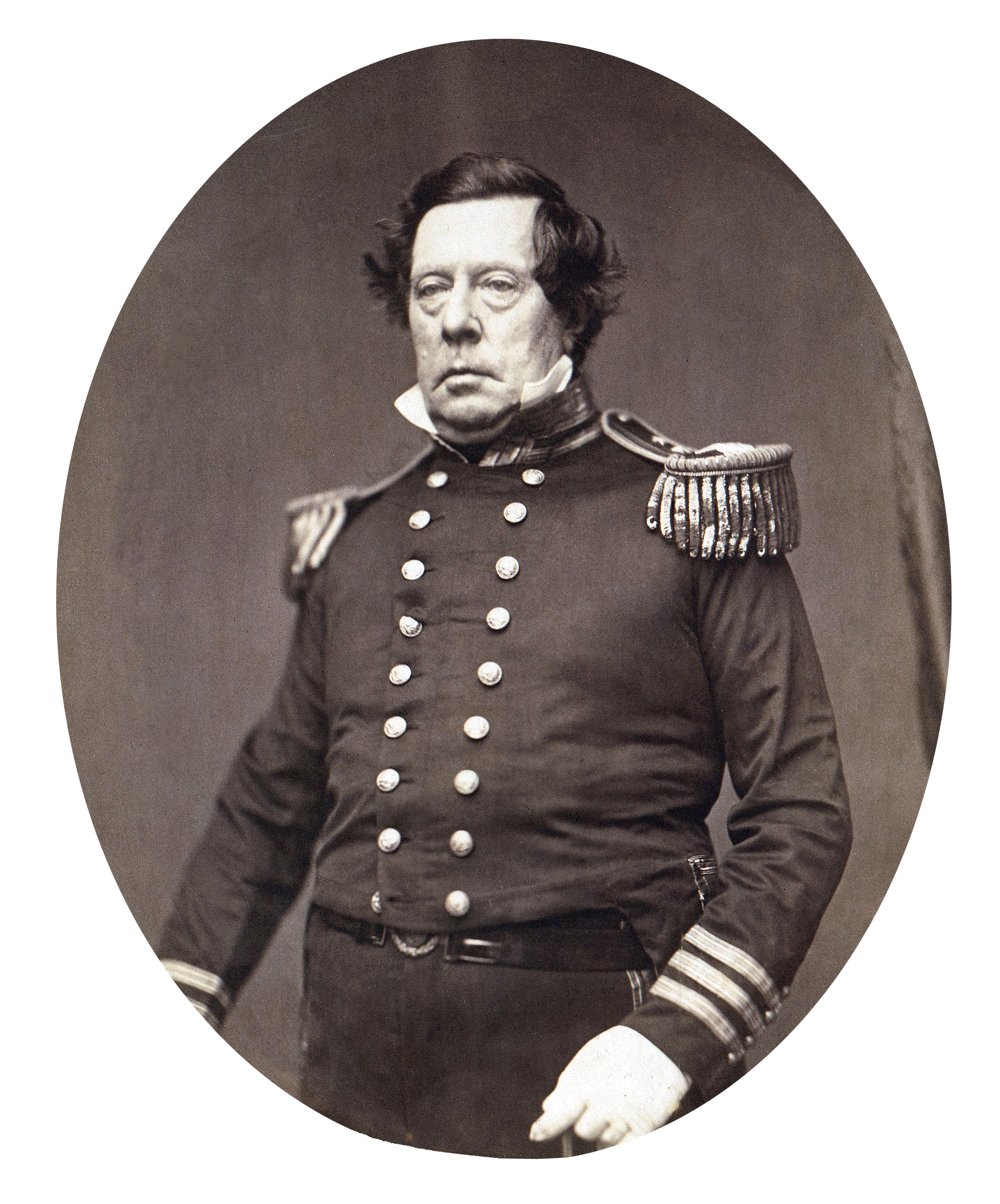
マシュー・ペリー像。

1853年7月8日（嘉永6年6月3日）、ペリー率いるサスケハナ、ミシシッピ、プリマス、サラトガの4隻の艦隊が浦賀沖に到着した。ペリー艦隊に接触した日本側は、来日の目的がフィルモア大統領の国書を日本の皇帝に受け渡すためであると把握した。日本側は長崎が日本唯一の対外交渉の窓口となっているので、日本での決まりに基づき長崎へ向かうように再三伝えたが、ペリー側は了承しなかった。その上、しかるべき高官が国書受け取りを行おうとしない場合、十分な兵力を率いて江戸に直接向かい国書を渡すと主張し、江戸湾内の測量を開始して、幕府側に圧力を加えた。ペリーの強硬姿勢を前に幕府側は譲歩を迫られ、ペリー艦隊を長崎に向かわせることを断念し、国書受け取りを決断した。
国書受け取りは当初、浦賀港入り口にあった燈明堂近くの、館浦で行われる予定であった。しかしここで江戸湾の警備を担当していた川越藩、彦根藩、会津藩、忍藩の四藩から猛抗議がなされた。四藩の言い分は、江戸湾の測量を強行するペリー艦隊に対して、あくまで攻撃を控え見守り続けるように指示され、江戸湾警備の役目を果たせなかった上に、狭くて四藩の警備陣が展開できる余地がない館浦では、国書受け取りという重要時までも蚊帳の外に置かれることになり、いったい何のために江戸湾警備に携わっているのかということであった。
結局国書受け取りの場所は、ペリー側の了承も得て浦賀の隣の入江である久里浜となった。久里浜には応接所として仮設の陣屋が設けられた。1853年7月14日（嘉永6年6月9日）の午前8時頃、ペリーらを久里浜へ案内するため、日本側から応接担当がサスケハナ号に向かった。国書受け渡しの当日、久里浜は江戸湾の警備を担当していた彦根藩、川越藩が陸、会津藩、忍藩が海上の警備を行う中、午前10時頃に日本側の応接担当に引率され、ペリー一行は久里浜に上陸した。
ペリーは操縦に必要な人員のみ船に残し、約300名の兵士を率いて久里浜に上陸した。上陸したペリー一行は隊列を整え、威儀を正して仮設の応接所へと向かった。ペリーは応接所で浦賀奉行の戸田氏栄と井戸弘道に、アメリカ大統領からの国書、ペリーの信任状、そしてペリーからの書簡2通を手渡した。戸田はペリーに対して日本語とオランダ語で書かれた受領書を交付し、国書受け渡しの目的を達したペリー一行は艦隊へと戻っていった。

## 記念碑建立の経緯

### 退役海軍少将ビアズリーの嘆き

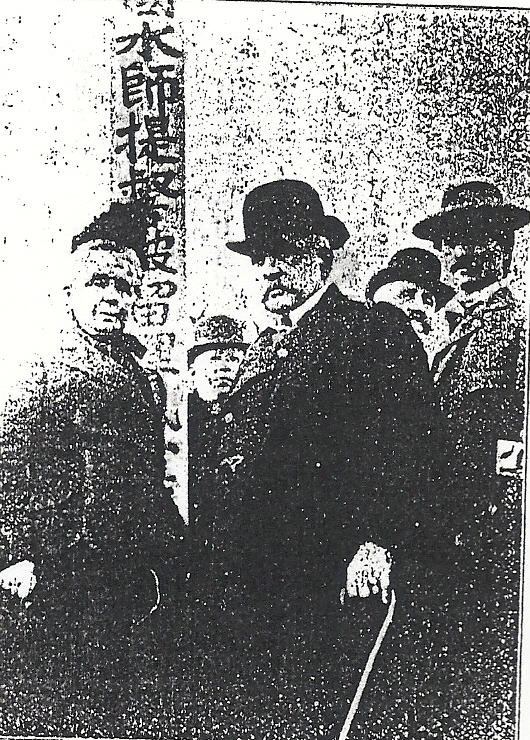
ビアズリー夫妻と、ペリー上陸記念碑建設予定地に立てられた「嘉永六年米国水師提督彼理氏上陸紀念碑」と書かれた木標。

ペリー率いる黒船襲来をきっかけとし、日本の鎖国は破られ開国することになった。開国後、日本から多くの人々が学問や技術を学ぶために欧米諸国へ向かうことになる。アメリカにも多くの日本人が渡っていったが、明治時代後半になるとかつてアメリカで学んだ人々が、在米旧友親睦会、遊米人会という親睦会を組織するようになった。そして1898年（明治31年）12月には在米旧友親睦会、遊米人会が合同して米友協会が発足し、1900年（明治33年）9月、米友協会は金子堅太郎を会長とし、かつてアメリカで学問や技術等を学んだ日本人同士の親睦を図るとともに、日米友好親善に係わる活動を繰り広げるようになった。
ペリーの久里浜上陸から47年が経過した1900年（明治33年）10月、ペリー来航時は17歳の少尉候補生としてプリマス号に乗船し、その後アメリカ海軍の少将にまでなったレスター・ビアズリーが来日した。ビアズリーは1898年（明治31年）2月をもって退役しており、夫婦で日本などアジア諸国歴訪の旅の途上の日本訪問であった。1900年（明治33年）10月25日、ビアズリーは横浜からかつてペリーが上陸した久里浜へと向かった。彼はペリー上陸を記念する何らかのモニュメントがあるものと期待していたが、全くそのようなものがないことに落胆した。ビアズリーはペリーの日本来航が日本を開国へと導き、大きな歴史の転換点となったのにもかかわらず、ペリーの上陸地である久里浜にそのことを記念する事物が全く存在しないことを遺憾とする意見を、11月5日掲載の時事新報のインタビューの中で述べた。
折りしも日本では10月19日に第4次伊藤内閣が成立していた。第4次伊藤内閣には、米友協会会長の金子堅太郎が司法大臣、会員の星亨が逓信大臣として入閣した。また会員の中から駐オランダ大使、駐米公使館書記官に任命された人物がいたため、米友協会は11月6日に大臣就任祝賀会兼送別会を行うことになった。そして会を行うに当たり、在日中のビアズリーを招待するアイデアが出され、ビアズリーも出席を快諾したため、結局11月6日の会は大臣就任祝賀会兼送別会兼ビアズリー歓迎会となった。ビアズリーは米友協会主宰の歓迎会の席で時事新報のインタビューでも述べたように、ペリー上陸地の久里浜に記念となるものが全く無い現状を遺憾とする意見を述べた。米友協会の金子堅太郎会長以下、ビアズリーの意見に大きな感銘を受け、金子会長の提案によってその場で満場一致でペリー来航の記念碑建設の決議がなされた。
米友協会は11月11日、金子堅太郎、星亨ら10名の建碑委員を選出した。11月28日には、記念碑を久里浜に建設することや1901年（明治34年）7月14日のペリー上陸記念日に記念碑の落成式を行うことなどを取り決めた記念碑設立の要件を定めた。そして12月5日には雨宮敬次郎ら日本側と、ビアズリー夫妻、そしてシドモア（George Hawthorne Scidmore）米副総領事が碑の建設予定地である久里浜を検分した。検分の結果、約1500坪の土地に上陸記念碑を建設することとして、建設予定地に「嘉永六年米国水師提督彼理氏上陸紀念碑」と書かれた木標を立て、更にビアズリー夫妻ら4、5名が松の記念植樹を行った。

### 記念碑の建設

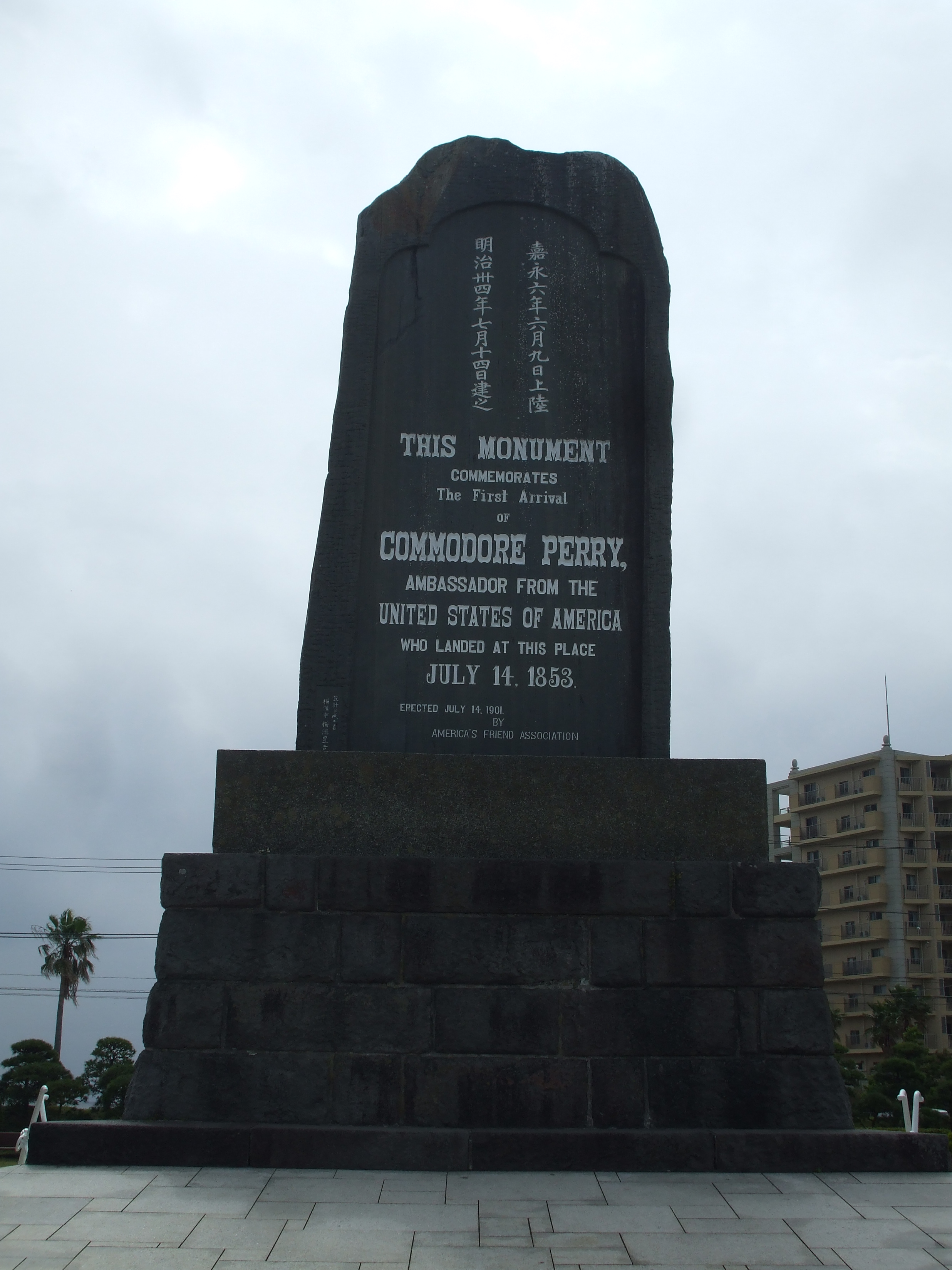
ペリー上陸記念碑裏面。米友協會會史（1911）によれば、裏面の英文は碑の除幕式に参列したアメリカ人からも賞賛されたという。

1901年（明治34年）に入ると記念碑建設への動きが本格化した。1月15日には米友協会の金子会長の名で、設立趣意書を各方面に配布するとともに募金を開始した。募金は順調に集まり、日米両国から寄せられた募金総額は6月末までに2万円余りに達した。その上、6月23日には宮内省から明治天皇の思召とのことで1000円が下賜された。
募金集めと並行して記念碑建設が開始された。途中、工事の届出を行っていなかったために東京湾要塞司令部から工事差し止めを言い渡されるアクシデントもあったが、届出を迅速に行ったために大事には至らず、建設は順調に進められた。記念碑本体となる石は、当初取り寄せた石が小さかったため、改めて大きな石を取り寄せたといい、高さ1丈5尺、幅8尺、厚さ1尺2寸、重量は10トンあまりの仙台産の花崗岩であった。台座は神奈川県根府川産の石が用いられ、高さ1丈8尺、幅1丈2尺、厚さ5寸、重さは9トンあまりであった。
碑文の揮毫は当初書家に依頼していたが、字があまりに平凡で記念碑にふさわしくないとのことで、雨宮敬次郎の意見により伊藤博文に依頼することになった。その結果、碑の表側には伊藤筆の「北米合衆国水師提督伯理上陸紀念碑」との文字が刻まれることになった。裏面上部には嘉永6年6月9日上陸、明治三十四年七月十四日建立、下部には英文で碑の説明が刻まれた。石工は横浜市日の出町の横溝豊吉であった。記念碑の工事は7月6日には完成した。

### 盛大な除幕式

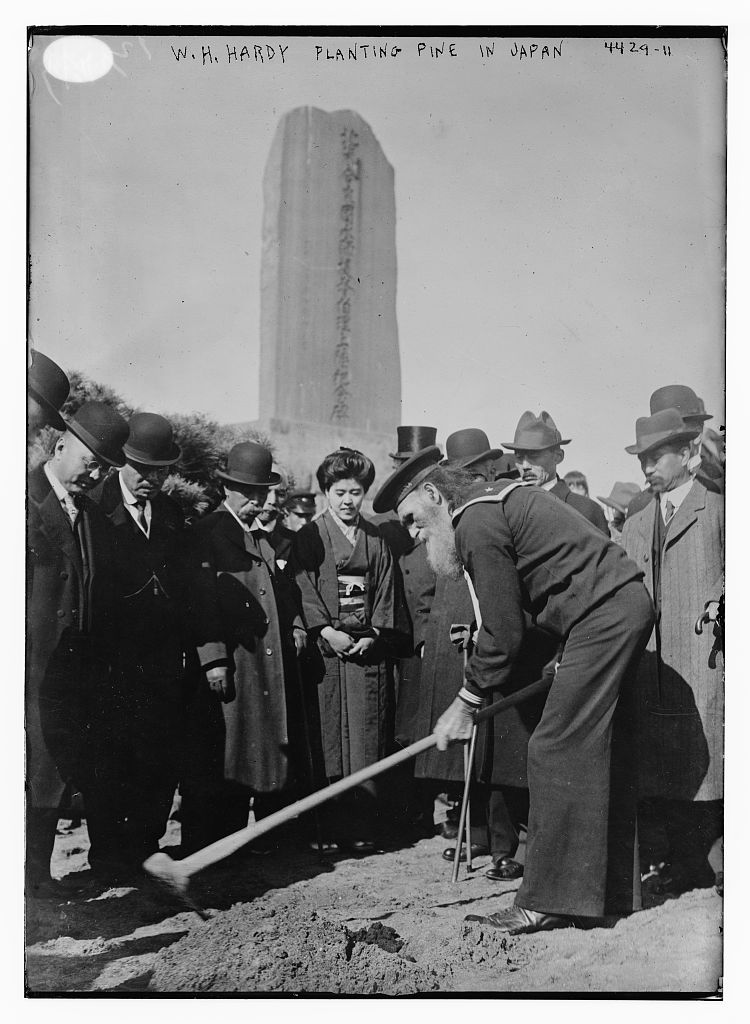
1917年、ウィリアム・ハーディが上陸記念碑を訪問。松の苗を植樹した。

米友協会は当初、ペリー上陸記念碑の除幕式は簡素なものを予定していた。しかし1901年（明治34年）6月、アメリカ側からペリー記念碑除幕式にペリーの孫に当たるフレデリック・ロジャーズ（Frederick Rodgers）少将率いる軍艦三隻が参加する旨の通知がなされ、その上、宮内省からの下賜金も受けた。そのため、米友協会は各方面の支援を仰いだ上で盛大な除幕式を挙行する計画を立てることになった。
米友協会では7月14日の除幕式当日、東京から横浜まで式典参列者のために臨時列車の運転を逓信省に依頼し、横浜から久里浜までの交通手段として日本郵船などに船のレンタルを依頼した。そして海軍には久里浜に仮桟橋の建設やテントの貸し出し、陸軍にもテントの貸し出しを依頼した。また式典終了後には立食パーティを計画し、立食で振る舞われる食べ物は東京から搬送し、1000人を予定した参加者のために50名の給仕を雇う計画などを立てた。
実際の式典の会場設営では、土木関係者とともに軍艦天城の乗組員が活躍した。また会場で用いられる椅子やコップなどの備品は横須賀鎮守府から全て借りた。そして横須賀鎮守府から派遣された海軍兵士は久里浜の海岸に仮の桟橋を設営した。一方陸軍は軍楽隊を派遣し、テントの貸し出しを行うとともに、日本赤十字社の病院船博愛丸の貸し出しを周旋した。そして式典前日の7月13日から米友協会の金子会長らは久里浜入りし、式典の準備に当たった。
7月14日は雨の一日となった。久里浜沖にはペリーの孫に当たるロジャーズ少将率いる三隻のアメリカ軍艦、ニューヨーク号、ヨークタウン号（USS Yorktown）、ニューオーリンズ号、そして日本側は天城、金剛、扶桑、初瀬の四隻、計七隻の軍艦がペリー記念碑の除幕式を祝い、満艦飾を施して集結した。日本の四隻の軍艦は、当時日本海軍で最も旧式の軍艦であった天城、中堅クラスの金剛、扶桑、そして最新鋭艦であった初瀬が参加することにより、これまでの日本海軍の進歩の道筋を示す意図が込められていた。そこにまず桂太郎首相、児玉源太郎陸軍大臣、山本権兵衛海軍大臣、曾禰荒助大蔵大臣、平田東助農商務大臣、芳川顕正逓信大臣らを乗せた軍艦敷島が到着した。
首相、閣僚以外の日本側の式典参加者には、西郷従道海軍元帥、伊東祐亨海軍大将、大山巌陸軍元帥、寺内正毅陸軍中将ら軍人、そして榎本武揚、徳川家達、千家尊福、渋沢栄一、大倉喜八郎、浅野総一郎ら、著名人が参加した。アメリカ側もロジャーズ少将、記念碑建設のきっかけを作ったビアズリー退役少将、ベローズ（Edward Clark Bellows）横浜総領事、シドモア副総領事らが参加した。
会場入り口は日米両国の国旗、そして三浦郡有志の寄付によるペリーと戸田氏栄の大きな人形が飾られていた。式典は軍楽隊による君が代吹奏の後、久里浜沖に停泊する日米両国の軍艦から放たれる祝砲が轟く中、金子堅太郎とロジャーズ少将によるペリー上陸記念碑の除幕により開始され、まず米友協会の金子堅太郎、そして桂太郎首相、ロジャーズ少将、周布公平神奈川県知事らの祝辞と続き、最後にビアズリー退役少将のペリー日本来航などの回想談で幕を閉じ、続いて立食パーティが行われた。パーティの後、参加者は会場内に飾られたペリー来航時の記念物などを見学した後、散会となった。

### 除幕式後のペリー記念碑
1908年（明治41年）10月、アメリカの大西洋艦隊が日本に訪れることになった。米艦隊の訪問を前に、久里浜のペリー上陸記念碑では碑の周囲を囲う柵を新設することとなり、艦隊訪問前に完成した。10月18日、米大西洋艦隊は日本に到着し、浦賀水道を通り横浜へ向かった。米艦隊が沖合いを通過する久里浜のペリー上陸記念碑前は、歓迎のため米国旗などで飾り立てられ、数百発の花火が打ち上げられた。
1917年（大正6年）11月にはかつてサスケハナ号に水兵として乗り組み、ペリーの日本来航に同行したウィリアム・ハーディ（William Howard Hardy）が来日し、久里浜のペリー上陸記念碑を訪問した。1853年（嘉永6年）当時17歳であったハーディは既に80歳を越えていた。1922年（大正11年）7月にはアメリカ海軍長官エドウィン・デンビーが、瓜生外吉海軍大将の案内で記念碑を訪れた。ハーディもデンビーとも久里浜では地元の人々との交流を行い、ペリー記念碑は日米親善にその役割を果たしていた。

## 倒された記念碑

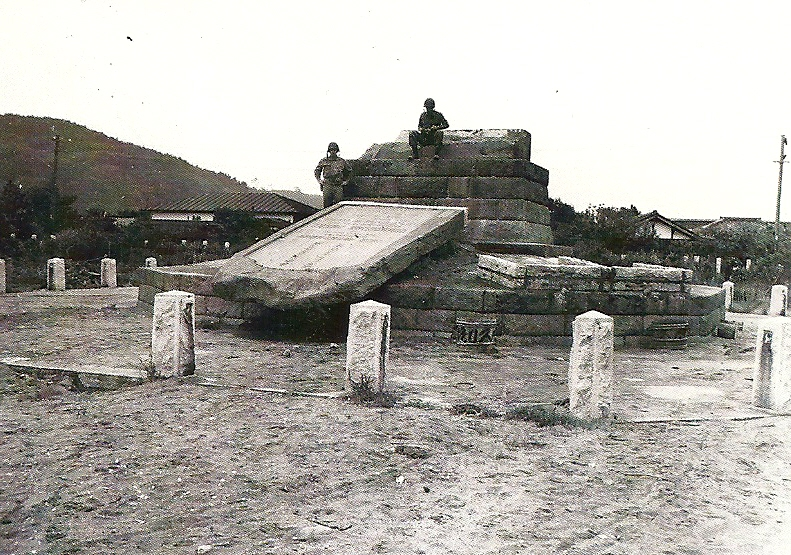
1945年（昭和20年）9月に撮影された、倒された状態のペリー上陸記念碑。

1941年（昭和16年）12月8日、日本は大東亜戦争（太平洋戦争）の宣戦を布告して、アメリカと戦うことになった。戦況が不利になってくると、日本国民の中にアメリカの事物を憎む声が高まってきた。そのような中、ペリーの功績を称えるペリー上陸記念碑は人々の憎しみの格好の標的となった。
1944年（昭和19年）、横須賀市の翼賛壮年団は有志たちと共にペリー上陸記念碑破壊を訴え出した。横須賀市の翼賛壮年団は、開戦の大詔渙発記念日にあたる1944年（昭和19年）12月8日を期してペリー記念碑を粉砕し、靖国神社の参道に撒いて参拝者に踏み付けにしてもらおうと計画した。
翼賛壮年団の面々はまず横須賀鎮守府長官を尋ね、ペリー上陸記念碑破壊に対する協力を依頼した。しかし大戦の最中、このようなことに係わりあう暇など無いといったんは門前払いされた。それでも翼賛壮年団は執拗に協力を要請したところ、鎮守府長官は、「記念碑には罪は無く、倒してしまおうとは大国民としてあまりに大人気ない、そんなに憎いのならば碑に喪章でも着けたらどうだ」と言い、相手にしなかった。
横須賀鎮守府長官の協力を得られなかった横須賀市の翼賛壮年団員らは、神奈川県庁に県知事を尋ねた。ペリー上陸記念碑は1935年（昭和10年）2月に、米友協会から県庁内の伯理記念碑保存会が管理を引き継いでいた。神奈川県知事は伯理記念碑保存会の会長であり、神奈川県連合翼賛壮年団長でもあったため、翼賛壮年団員は県知事に碑の破壊の了承を取り付けようとしたのであった。当時神奈川県知事を務めていた藤原孝夫は、十分に検討して結論を出すとして即答を避けた。記念碑建立に際しては宮内省からの下賜金が出ており、碑の破壊には宮内省の了承も必要であった。

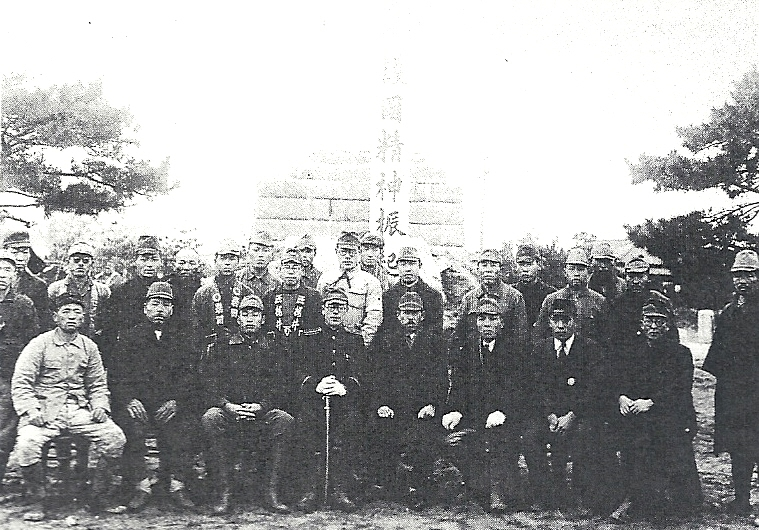
ペリー上陸記念碑を倒した後、木製の護国精神振起之碑を立てた関係者たち。

横須賀市翼賛壮年団は会長名で12月6日、声明書を発表してあくまでペリー上陸記念碑の破壊を主張し、また「天誅」と大書した柱を碑の側に立てた。そして横須賀市翼賛壮年団は徳富蘇峰と連絡を取り、碑の破壊後には徳富蘇峰の筆による「護国精神振起之碑」建立計画を計画するに至った。神奈川県の藤原知事は県の翼賛壮年団幹部と協議し、更に徳富蘇峰らから意見を聞いた。この間、記念碑を破壊することを強硬に主張する元軍人らの翼賛壮年団員から、知事は短刀を突きつけられたこともあったと伝えられている。結局1945年（昭和20年）2月4日、藤原知事はペリー上陸記念碑の撤去を決断した。碑の破壊は2月8日と決められた。
1945年（昭和20年）2月8日、藤原知事、大場四平東京湾要塞司令官らが見守る中、記念碑の撤去が始まった。作業には横須賀鎮守府庁舎などを建設した、横須賀の建設業者であった馬淵組が中心となって当たることになった。まず碑を一気に倒そうと台座に発破をかけたところ、跳ね飛んだ破片で近くの商店のガラス窓が割れてしまった。作業に立ち会っていた工学博士に意見を聞いてみると、碑を破壊するとその衝撃で近隣の家屋などのガラスに相当な被害が出ることが予想されるとのことであった。当時、第二次世界大戦末期で物不足が著しくなってきており、貴重なガラスが破損しては大変だということで、急遽碑の全面に砂を盛り、その上に資材置き場から持ってきた米俵、ムシロなどを敷き詰め、碑の倒壊時の衝撃を和らげることにして、更にペリー上陸記念碑に大綱をかけて、翼賛壮年団員らが人力で引き倒すことにした。
ペリー上陸記念碑は翼賛壮年団員らの手によってあっけなく倒された。予定ではペリー上陸記念碑の跡には徳富蘇峰の筆による「護国精神振起之碑」の石碑が立てられる予定であったが、まだ作成されていなかったので、とりあえず高さ3メートル近くになる木製の「護国精神振起之碑」が立てられた。
ペリー上陸記念碑が倒された直後、横須賀市は空襲の被害を受けた。さっそく人々の間に「記念碑が倒されたことを知ったアメリカが報復に出たに違いない」との噂が広まった。ペリー上陸記念碑を砕石機で粉々にしてしまう計画があったが、アメリカの報復という噂が立てられたこともあっていつしか沙汰止みとなった。久里浜の海軍工作学校にあったヒョウタン池の橋にしてしまい、碑を兵隊たちに踏みつけにしてもらおうとの声も挙がったが、戦況の悪化で碑を運ぶ重機にも事欠くありさまであり、結局ペリー上陸記念碑は倒されたままの状態で1945年（昭和20年）8月15日の終戦を迎えることになった。

## 再建

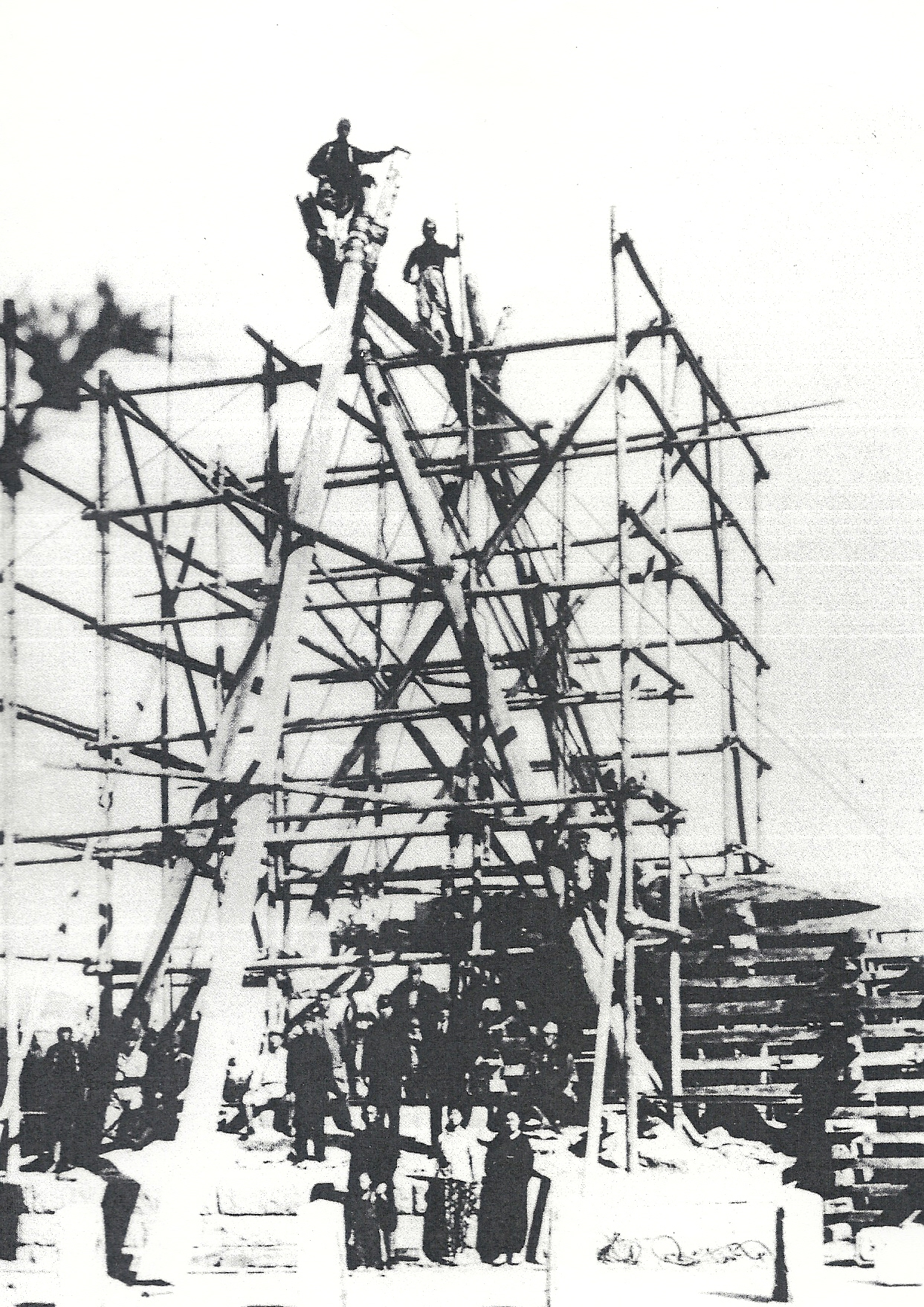
1945年（昭和20年）、再建工事中のペリー記念碑。

終戦後、チェスター・ニミッツ、ウィリアム・ハルゼー・ジュニアらが、横須賀上陸直後に倒されたペリー上陸記念碑を見に来たという。このような中、記念碑の撤去に携わった人々は戦犯にされるのではないかとの恐怖に怯えた。しばらくして浦賀警察署から碑の撤去作業の中心となった馬淵組の関係者が呼び出された。恐る恐る警察署に向かった馬淵組の関係者は責任追及ではなく碑の再建を依頼され、胸をなでおろした。さっそく馬淵組は再建に取り掛かったが、アメリカ側も関心があったようで数人のアメリカ人が作業を見守ることになった。中に日本語の上手なアメリカ人がいて、作業を見に来た子どもたちに「これを倒すときにどうやって倒しましたか？どういう人がやりましたか？」などと聞き始めたので、冷や汗を流す羽目になった。なおペリー上陸記念碑破壊に関してはGHQが藤原神奈川県知事を尋問したが、知事は全て自分の責任で行ったことであり、横須賀の翼賛壮年団は自分の命により労力を提供したに過ぎず、全責任がある私がこの件で処分されるのも止むを得ないと考えていると述べた。結局この件に関しては藤原知事も処分されることはなかった。
記念碑の再建は、まず台座の周囲に足場を組み、碑を傷つけないために支柱として電柱を4本立てた。碑の再建には当時としては破格の2万円が工事費として支給され、馬淵組は社員、協力会社総動員で作業に当たった。倒される前の碑は石が地面に垂直になるよう立てられていたが、自然石に碑文が刻まれていたために文字は地面に垂直になっていなかった。馬淵組は文字に水糸を合わせ、碑文が地面に垂直になるよう再建作業を進めた。
そして1945年（昭和20年）11月、ペリー上陸記念碑は再建された。
1947年（昭和22年）7月14日、デッカー（Benton Weaver Decker）アメリカ海軍横須賀基地司令官や内山岩太郎神奈川県知事を招き、ペリー上陸記念碑前でペリー上陸95周年記念式典が行われた。その後、久里浜ペリー祭りが継続して行われるようになり、1953年（昭和28年）にはペリー来航100周年が盛大に祝われ、翌年にはペリー上陸記念碑周囲の整備がなされ公園化された。1987年（昭和62年）にはペリー記念館がオープンし、そして2007年（平成19年）3月12日には、ペリー上陸記念碑は横須賀市指定重要有形文化財に指定された。